# 그로 미셸
그로 미셸(Gros Michel)은 프랑스어로 “큰 미셸”이란 뜻이며, 바나나의 수출 품종이며, 1950년대까지 주로 길러지던 품종이었다. 그로 미셸의 물리적 특징은 수출용 농산품으로 적절한데, 껍질이 두꺼워 운송 중 멍이 잘 들지 않고 다발의 밀도가 높아 적재가 쉽다. 파나마병에 감염되어 지금은 캐번디시 바나나를 주로 재배한다. 그로 미셸은 3배체이다.

## 분류
그로 미셸은 야생 바나나 무사 아쿠미나타의 3배체 품종이며, AAA group에 속한다.
공식적인 명칭은 Musa acuminata (AAA Group) 'Gros Michel'이다.
그로 미셸은 스페인어로는 Guineo Gigante, Banano, 또는 Plátano Roatán라고 부른다. 또 말레이시아와 인도네시아에서는 Pisang Ambon, 미얀마에서는 Thihmwe, 캄보디아에서는 Chek Ambuong, 타이에서는 Kluai hom thong이라고 한다.

## 재배 역사

### 초기의 인기와 쇠퇴

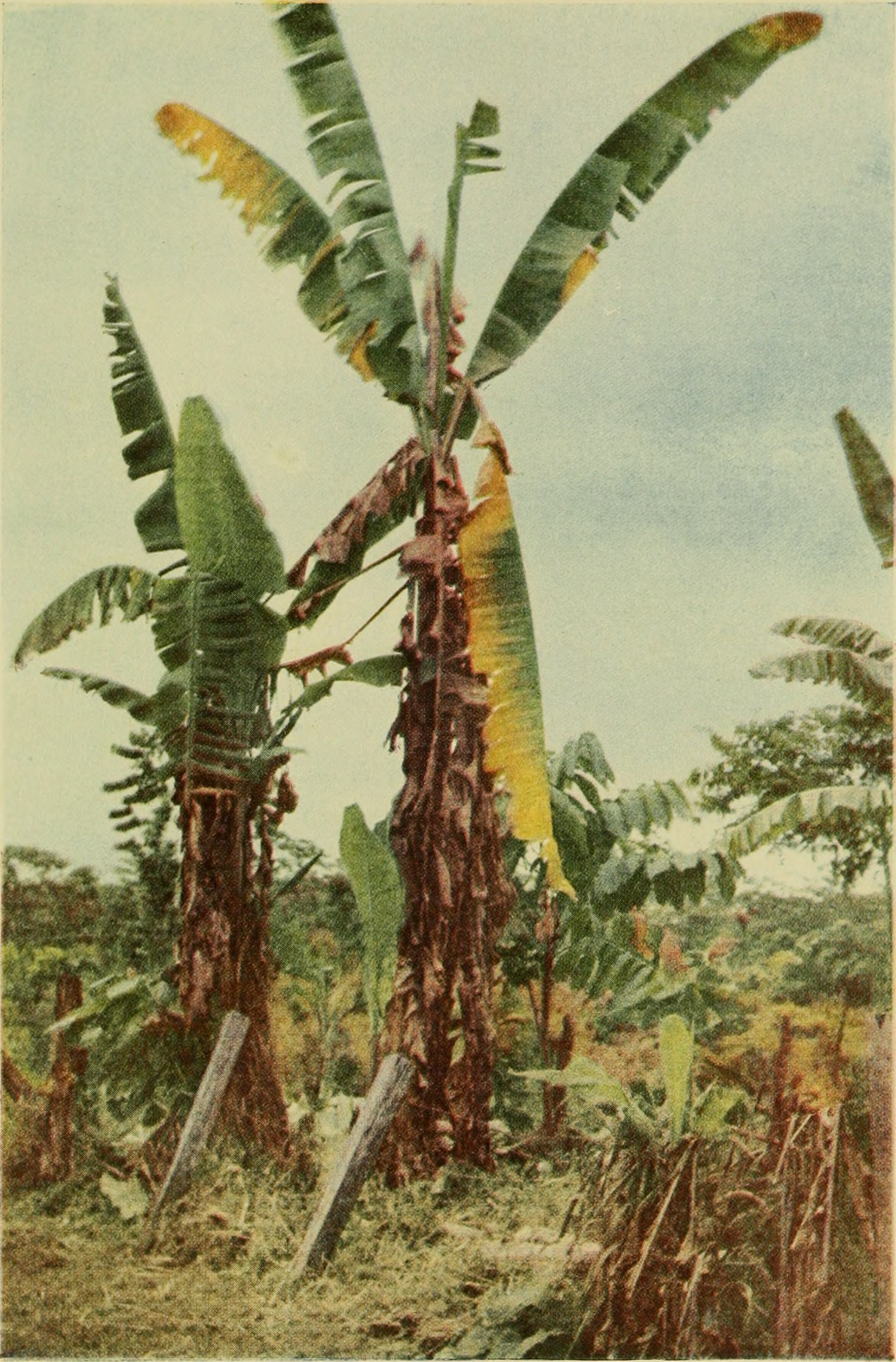
Brandes: 마나나 마름병—코스타리카의 그로 미셸 바나나 농장이 마름병 미생물에 공격받았다.
(1919)

프랑스 박물학자 니콜라스 보댕은 동남아시아로부터 이 바나나 알뿌리 몇 개를 가져가 카리브해섬 마르티니크의 식물 정원에 심었다. 1835년 프랑스 식물학자 장 프랑수아 뿌아는 보댕의 식물을 마르티니크에서 자메이카로 가져갔다. 그로 미셸 바나나는 온두라스, 코스타리코를 비롯에 중앙 아메리카에서 대규모 플랜테이션으로 재배되었다.
이 품종은 한 때 중앙아메리카에서 유럽과 북아메리카로 가는 주된 수출품이었으나, 1950년대 Fusarium oxysporum f.sp. cubense 곰팡이가 일으키는 마름병인 파나마 병에 - 감염되지 않은 일부 지역에서 여전히 재배되기는 하지만 - 중앙아메리카 그로 미셸 플랜테이션의 거대한 지역이 일소되었다. 중앙아메리카 플랜테이션과 미국 식품점에서 그로 미셸은 캐번디시로 대체되었다.
1960년대까지 그로 미셸 수출업자들은 이런 취약한 품종을 거래할 수 없어서, 캐번디시 군에 속하는 내성 있는 품종을 기르기 시작하였다. 그러나 캐번디시 바나나도 파나마 병에 걸릴수도 있다는 사실을 안 과학자들은 새로운 바나나 품종을 개발중이다.

### 계속된 이용
본래의 ‘그로 미셸’ 품종은 말레이시아와 타이에서 최고 수출품이다.
온두라스 농업 연구 재단은 파나마병 내성 ‘그로 미셸’ 바나나 품종 개량을 시작하였으며, 초기의꽃가루 받이에 있어 농경학적 어려움을 지나, 개선된 이배체 (SH-3142)를 개발하여 다양한 잡종을 개발하는데에 수그루로 이용하였다. (FHIA-01, FHIA-18, FHIA-21 and FHIA-250). 지금까지 공개된 잡종들은 좋은 송이와 농경법적인 특성을 갖고 있으며, 마름병에 대한 저항성을 갖고, 아프리카, 라틴아메리카, 호주의 다양한 농업-생태 조건에서 자라고 있다.

## 맛
인공 바나나향은 캐번디시 바나나가 아닌 ‘그로 미셸’ 맛을 흉내내려 했기 때문에 “가짜”라는 도시 전설이 있다. 이것은 바나나향료의 주 화학 물질인 이소아밀 아세테이트 때문인데, 이것은 모든 바나나에서 발견되는 것과 같은 물질이다. 이소아밀 아세테이트 화합물은 다양한 용도와 쉬운 사용 때문에 인기 있다. 이것은 그로 미셸 바나나 맛과 가깝다고 느껴지는데, 그것은 이 품종이 다른 바나나에 비하여 이소아밀 아세테이트 농도가 높고 다른 “휘발성 성분”이 적기 때문이다. 캐번디시 바나나는 훨씬 더 복잡한 성분을 갖고 있고 따라서 순수한 이소아밀 아세테이트 맛이 덜난다. 바나나향료가 일부러 그로 미셸 맛에 더 가깝게 설계된 것인지는 분명치 않다.

## 문화적 언급
1922년의 브로드웨이 익살극 Make It Snappy에 나오는 노래 "Yes! We Have No Bananas"는 20세기 초반 파나마병 출몰로 시작된 그로 미셸 바나나의 품귀에 영감을 받았다고 이야기된다.

## 같이 보기
- 바나나 품종 군
- 그랜드 나인 품종 (치키타 바나나)
- 파나마병
- 플랜틴